# Cismogénesis
Cismogénesis es un término de antropología que describe la formación de divisiones y diferenciaciones sociales. Describe la tendencia de definirse unos contra otros. El término, que literalmente significa «creación de división», se deriva de las palabras griega σχίσμα o skhisma (hendidura) traducida como cisma  (división en facciones opuestas), y γένεσις o genesis (generación o creación). El concepto fue utilizado por vez primera por el antropólogo Gregory Bateson para describir interacciones entre tribus de Nueva Guinea.